# شکار شوهر
شکار شوهر فیلمی به کارگردانی نصرت‌الله وحدت و نویسندگی اسدالله سلیمانی فر محصول سال ۱۳۴۷ است.

## خلاصه داستان
محمود روراست که رانندهٔ تاکسی است با پروانه قرار می‌گذارد که او را هر روز به اداره‌اش برساند…

## بازیگران
- نصرت‌اله وحدت
- سهیلا
- ابراهیم نادری
- افسون
- یوری
- شیده
- شاهین خو
- غلامحسین بهمنیار
- ناهید
- رضا بنی احمد
- غزال
- گیتی فروهر
- ایراندخت
- شیرزاد
- شمس‌اله
- نیک ورز
- ناصر گیتی جاه
- علی اکبر مهدوی فر
- عباس یاقوتی